# 欧州宇宙標準協会
欧州宇宙標準協会（European Cooperation for Space Standardization, ECSS）とはヨーロッパの宇宙技術における標準化向上に従事する組織。1993年秋に複数の企業、機関が署名し、正式に発足した。ECSSは頻繁に標準規格を公開し、欧州宇宙機関と契約する企業はそれに従わなくてはならない。

## 参加団体
- イタリア宇宙機関
- イギリス宇宙局
- フランス国立宇宙研究センター
- カナダ宇宙庁
- ドイツ航空宇宙センター
- 欧州宇宙機関
- オランダ航空宇宙計画局
- ノルウェー宇宙センター
- 欧州宇宙産業連合会（英語版）（企業代表）